# Amaya Uranga
María Icíar Amaya Uranga Amézaga (Bilbao, 18 de febrero de 1947), también conocida simplemente como Amaya, es una cantante española que forma parte del grupo vocal El Consorcio (1993 hasta la actualidad), además de haber sido integrante de Mocedades (1967-1984) y desarrollar una breve carrera en solitario.

## Biografía
María Icíar Amaya Uranga Amézaga es la mayor de nueve hermanos en el seno de una familia numerosa con gran afición musical, ya que sus padres fueron cantantes y la mayoría de sus hermanos también lo son o lo han sido: Roberto, Izaskun, Idoia, Edurne, Estíbaliz e Iñaki Uranga han sido compañeros de Amaya en alguna de las formaciones de las que ha formado parte. También es prima del director de cine Pablo Berger.
Sus primeros pasos en la música empezaron cuando formó, junto con sus hermanas Izaskun y Estíbaliz, el trío vocal Las hermanas Uranga, en el cual cantaba y tocaba la guitarra.
En 1968, estudia, trabaja, da clases de inglés y se reúne con sus familiares y amigos para los ensayos de Voces y guitarras que después se convertiría en Mocedades, siendo la principal voz solista de este grupo durante 16 años. 
Su preciosa voz hizo famosas algunas canciones en la autoría de Juan Carlos Calderón, tales como: "Eres tú", "Tómame o déjame", "El vendedor" y otras más. Participó con Mocedades en el Festival de Eurovisión en 1973 interpretando la canción "Eres tú", consiguiendo la segunda posición y siendo un gran éxito en numerosos países.
En 1984 abandona dicha agrupación, iniciando su carrera como solista con el disco Volver (1986), en el que interpreta "Palabras de Amor" (versión en español de "Paraules d'amor") junto a Joan Manuel Serrat. Su segundo material, Sobre el latido de la ciudad contaba con un tema de Joaquín Sabina y el tercero, Seguimos juntos, le fue producido por Armando Manzanero, con quien hizo dúo en "Después de hablar contigo". 
Lilura Urdinak, es su último material en solitario y está grabado íntegramente en euskera. Ha cantado junto a algunos de los nombres más importantes del panorama musical internacional, tales como Plácido Domingo, Alfredo Kraus, Pablo Milanés y Armando Manzanero. Además de ser cantante, tiene fama de ser una excelente cocinera.
En 1993, con el fin de grabar un disco propuesto por Rosa León, se unió a sus hermanos Estíbaliz e Iñaki y a Sergio Blanco Rivas y Carlos Zubiaga, todos ellos ex componentes de Mocedades, si bien Iñaki Uranga nunca coincidió con ella en Mocedades. Tras grabar el disco de canciones de los años 40 y 50 decidieron permanecer juntos para formar el grupo vocal El Consorcio, formación que se ha mantenido activa pese a la muerte de Sergio Blanco en febrero de 2015.

## Discografía

### Con Mocedades (1967-1984)
Durante las últimas cuatro décadas, el grupo Mocedades ha conocido varias solistas femeninas principales, pero sin duda alguna, Amaya es la que ha tenido más repercusión a todos los niveles, poniendo voz a los mayores éxitos cosechados por el grupo a lo largo de su historia. 
En los primeros años, el grupo grabó temas de marcado carácter coral y folclórico, en los que todas las voces se conjugaban en ricas polifonías, y cada miembro tenía su parcela en cada disco. Las voces de Estíbaliz, Izaskun y Amaya se arropaban dando temas como "La guerra cruel" o "Más allá".
Cuando en 1972, Sergio y Estíbaliz deciden emprender una carrera independiente, el folk, sin dejar de ser una de las fuentes de inspiración del grupo, va cediendo terreno ante temas más cercanos al pop, en los que la voz de Amaya comienza a convertirse en la señal de identidad del grupo.
Juan Carlos Calderón, compositor de una gran cantidad de canciones popularizadas por Mocedades, fue el encargado de sacar todo el partido a uno de los conjuntos vocales más carismáticos de la España del último tercio del siglo XX.
"Eres tú" fue el tema principal del primer álbum de la nueva formación, y la primera y principal tarjeta de presentación de Mocedades dentro y fuera de España. El éxito del tema en Eurovisión fue acompañado de su difusión por mercados europeos y americanos y la voz del grupo comenzó a ser conocida en muchos lugares del mundo.
Además de la citada "Eres tú", interpretaciones de esta cantante como "Tómame o déjame", "El vendedor", "La otra España", "Secretaria", "Desde que tú te has ido", "Amor de hombre" o "Solos en la Alhambra" forman parte de la historia de la música pop en lengua hispana.
Las colaboraciones del grupo con artistas como el tenor Plácido Domingo en "Maitechu mía" y el cantautor Patxi Andión en "Amor primero" son dos de las grabaciones en las que la condición de solista se hace más patente al adquirir un especial protagonismo en la interpretación de los dúos.

### En solitario
La discografía en solitario de Amaya está compuesta por un ramillete de canciones en el que no faltan nuevas versiones de clásicos de la música popular en español como la del tango de Carlos Gardel, "Volver", que da título a su primer álbum, el huapango de Tomás Méndez "Huapango torero" o las canciones "De un mundo raro" de José Alfredo Jiménez y "El breve espacio en que no está" de Pablo Milanés. Con este además grabó a dúo en 1985 el tema "Para vivir", incluido en el disco Querido Pablo. 
Bernardo Fuster, Joan Manuel Serrat, Joaquín Sabina, José María Cano, Luis Eduardo Aute, Luis Mendo, María Rosario Ovelar o Víctor Manuel son algunos de los autores de los temas que ha grabado en solitario la cantante bilbaína. 
Para ella han compuesto temas como "Fuiste un trozo de hielo en la escarcha" de José María Cano (que también compuso para Mocedades en esa misma época) o "Como un bolero sobre tu piel" de los miembros de Suburbano (banda).
No faltan adaptaciones al español de temas escritos en otras lenguas como las que hizo Joaquín Sabina de los clásicos "The entertainer" de Billy Joel y "Bad, bad, Leroy Brown" de Jim Croce, María Rosario Ovelar del "London, London" de Caetano Veloso o Víctor Manuel del tema principal de la película "Johnny Guitar", original de Victor Young y Peggy Lee.
Cabe reseñar especialmente la adaptación al castellano que hizo Joan Manuel Serrat de su tema "Paraules d'amor", grabada por ambos en el disco "Volver" y convertida en el tema principal del lanzamiento de su carrera en solitario.
Pero de entre todos los autores que han dado forma a la discografía de la antigua solista de Mocedades, el que más peso tiene es sin lugar a dudas Armando Manzanero, creador de todos los temas incluidos en el álbum Seguimos juntos e intérprete del dúo "Después de hablar contigo".
Entre sus temas hay además adaptaciones de piezas clásicas como "¿Quién me va a creer?" con música del intermedio de la zarzuela Bohemios a la que puso letra Víctor Manuel, o "Prometo regresar", adaptada por Bernardo Fuster y Luis Mendo de la ópera Juno y Avos.
Su único disco en euskera hasta el momento es Lilura urdinak y en él se recrea en temas procedentes en su mayoría del folclore y la cultura popular del País Vasco, aunque incluye obras actuales como "Oi lur!" de Benito Lertxundi. En la grabación contó con la colaboración del maestro del acordeón Kepa Junquera, otra exmiembro de Mocedades, Ana Bejerano, y su hermano y compañero en El Consorcio, Iñaki Uranga.
Su carrera como solista está muy vinculada a la de Rosa León, con la que grabó varios temas musicales y algunos anuncios publicitarios y a la que le une una gran amistad.
- Volver: (1986). Incluye los temas: "Mira ira", "Mago", "Me juego todo", "No pidas más (Johnny Guitar)", "Volver", "Anuncio por palabras", "Palabras de amor (Paraules d'amor)", "Fuiste un trozo de hielo en la escarcha", "Ciudad (London, London)", Apariencias", "El breve espacio en que no está", "Soy mujer".

- Sobre el latido de la ciudad (1988). Temas incluidos: "Malasombra (Bad bad, Leroy Brown)", "Quién me va a creer (Bohemios)", "Nobleza obliga", "Huapango torero", "Como un bolero sobre tu piel", "Cantante (The entertainer)", "De un mundo raro", "La balanza del bien y del mal", "Prometo regresar", "Luz de gas".

- Seguimos juntos (1989). Temas incluidos: "Ya no vive aquí", "Ojalá", "Yo te comprendo", "Seguimos juntos", "Nuestro amor perdió", "Después de hablar contigo", "El amor y yo", "No le dimos tiempo", "Que no quiero", "Ahora que estoy sola".

- Lilura urdinak (1992). Incluye: "Nausikaa (Leilari)", "Maitia nun zira", "Maite nauzula diozu", "Amodioa", "Haurtxo txikia", "Txalopin txalo", "Txisperuak", "Ta ezin etsi", "Txori erresiñula", "Aitak eta amak", "Oi, lur!", "Fado bat".

#### Otras grabaciones
- 1985 - "Para vivir" con Pablo Milanés en el disco Querido Pablo. También participan en él Ana Belén, Chico Buarque, Joan Manuel Serrat, Luis Eduardo Aute, Mercedes Sosa, Miguel Ríos, Silvio Rodríguez y Víctor Manuel.
- 1986 - "Blowin' in the wind" y "Si eres tú" con Rosa León en el disco Amigas mías. También participan en él, entre otras, Mari Carmen con Doña Rogelia, María Dolores Pradera, Marina Rossell, Massiel y Núria Espert.
- 1986 - "Cualquier tiempo pasado fue peor" con Ana Belén, Joaquín Sabina, Miguel Ríos, Rosa León y Víctor Manuel.
- 1988 - "La manca" con Rosa León en el disco Rosa León (1988).
- 1989 - "Hurbiltzeko nahian" con Zurrumurru en el disco Keinuak.
- 1990 - "Al oído" con Imanol en el disco Viajes de mar y luna.
- 2001 - "Alfonsina y el mar" con la Tuna Universitaria de Deusto. También participan en él Ana Bejarano y Sergio y Estíbaliz.
- 2003 - "Arrullo de Dios" con María Dolores Pradera en el disco Infancia Olvidada. También participan en él, entre otros, Ana Belén, Chano Domínguez, Joaquín Sabina, Miguel Bosé, Pablo Carbonell, Santiago Segura, Valderrama y Víctor Manuel.
- 2013 - "Golondrina Presumida" con María Dolores Pradera en el disco "Gracias a Vosotros 2", la segunda parte del disco "Gracias a vosotros" (grabado en 2012) ambos grabados a dúo con Joan Manuel Serrat, Joaquín Sabina, Ana Belén, Raphael, entre otros.

### Con El Consorcio (1993-2016)

#### Otras grabaciones
- 1995 - "América América" con la voz de Nino Bravo en el disco Nino Bravo. 50 aniversario. También participan en él Francisco, Javier Andreu, Lolita, Paloma San Basilio y Sergio Dalma.
- 1996 - "Maitechu mía" con Paloma San Basilio en el disco Como un sueño. 20 años con la música. También participan Cristina del Valle, el Dúo Dinámico, Estela Raval, Gloria Lasso y Juan Pardo.
- 1996 - "Vaya con Dios" con María Dolores Pradera en el disco Caminemos. También participan en él Cachao, Caetano Veloso, Flaco Jiménez, Joaquín Sabina y Bronco.
- 1997 - "Miña Nai Dos Dous Mares" con Juan Pardo en el disco Alma galega. También intervienen en él Amancio Prada, Ana Kiro, Gwendal, Joan Manuel Serrat, María Manuela, Paloma San Basilio, Tita, Xil Ríos y Xosé Manuel Budiño.
- 2002 - "Mi Buenos Aires querido", "Por una cabeza", "Volver", "Los Ojos de Mi Moza" y "Las Golondrinas" con Raúl di Blasio en el disco Di Blasio-Gardel: Tango.
- 2002 - "Bilbao song" en el disco Aste nagusía: 25 urte.